# Кучатані
Кучатані (груз. კუჭატანი) — село в Грузії.
За даними перепису населення 2014 року в селі проживає 467 осіб.